# Miss Venus
Miss Venus (tysk: Miß Venus) er en tysk stumfilm fra 1921 instrueret af Ludwig Czerny. Filmen er en "filmoperette".

## Handling
Reporteren Bobby Parker er attraktiv og elegant og betragtes som charmør blandt New Yorks journalister og journalister. Han ved, hvordan man sælger hver eneste nyhed som en sensation, uanset om den er sand eller ej. Med sit useriøse syn på sit erhverv kommer han ofte i konflikt med frøken Hucklebey, en hærdet politibetjent, der siden indførelsen af spiritusforbuddet har sat sig som mål selv at ødelægge enhver forsyning af alkohol i byen. Det faktum, at Bobby blev forlovet med Hucklebeys niece, gør ikke det hele lettere. En dag opdager Bobby, at en vovet ung forkælet datter af en milliardær, Maud Goggodan, har sat plakater op over det meste af byen, hvor hun meddeler, at hun er på udkig efter 2000 mænd, blandt hvem hun håber at finde den "rigtige".
Da Maud ser den "rigtige", nemlig Bobby, er det sket for hende. Selvom Bobby har følelser overfor Maud, ønsker han ikke at finde sin kommende hustru på den måde, og han foregiver, at han slet ikke har nogen interesse i hende, hverken i den smukke unge kvinde eller i hendes fars milliarder. Snart fortryder Bobby sin beslutning. En aften, da Bobby overværer en vaudevilleforestilling på La Scala, bliver han forbløffet over de dansende mellemspil fra den optrædende Miss Venus. Han aner ikke, at dette er Maud Goggodan. Men så går tingene deres gang: Snart får Maud byens reklamepladser klistret over med bogstaverne "Miss Goggodan har besluttet sig" og hun gifter sig med sin Bobby. Så kommer musikken og dansen for alvor i gang, og alle er tilfredse.

## Medvirkende
- Ada Svedin som Maud Goodin
- Manny Ziener som Thompson
- Charles Willy Kayser som Bobby Parker
- Johanna Ewald som Huckelbery
- Felicitas Scholz
- Mary Cepalek
- Friedrich Berger
- Herta Bibo
- Ingo Brandt
- Willy Fritsch